# Die Stoppuhr
Die Stoppuhr ist eine 1932 entstandene Erzählung von Anna Seghers. Die Erstveröffentlichung erfolgte 1933 in der Reihe Deutsche proletarische Erzähler des Charkower Staatsverlags der nationalen Minderheiten der USSR. Auch in die Textsammlung Der Bienenstock wurde Die Stoppuhr veröffentlicht.

## Inhalt
Nachdem während des Chinesischen Bürgerkriegs ihre ersten beiden Umzingelungsfeldzüge gescheitert sind, sollen die Soldaten Chiang Kai-sheks mit „Hilfe der deutschen Militärberater auf den dritten Vernichtungsfeldzug gegen die roten Provinzen in Südchina“ vorbereitet werden: Die Truppen werden von den Deutschen „nach preußischem Vorbild einexerziert“, wobei „mit der Stoppuhr eine Armee gemacht“ wird, so ein deutscher Major. So gedrillt, marschieren die Soldaten Chiang Kai-sheks gen Kampfplatz, sehen auf dem Marsch „die Reste von [kommunistischen] Transparenten in den besetzten Ortschaften, Losungen und Bilder, die gerechte Verteilung von Boden und Reis betreffend und die Schulung der Jungen und Alten.“ Tatsächlich beginnt der Kampf wie geplant pünktlich um 4:35 Uhr. „Nur, daß die Soldaten ihre Gewehre auf die Minute drehten und über die Offiziere hinweg“ zu den Kommunisten überlaufen, so dass die „mit vorzüglicher Ausrüstung und strenger Disziplin“ gedrillten Deserteure zu einem „Kerntrupp“ der kommunistischen Revolutionäre werden.

## Textanalyse
Bei Die Stoppuhr handelt es sich um eine auktorial erzählte Kurzgeschichte. Zeit der Handlung ist der 5. Juni 1932, Ort die Provinz Jiangxi. Bei der einzig tatsächlich auftauchenden Figur handelt es sich um einen prahlerischen deutschen Major, der sich einem chinesischen General gegenüber damit brüstet, man habe die chinesischen Soldaten mit der Stoppuhr gedrillt: „Aus einer Herde […] haben wir […] mit der Stoppuhr eine Armee gemacht.“
Ähnlich wie in der Kurzgeschichte Der Führerschein, wo sich ein Mann dagegen wehrt, zwischen bedrohlichem Revolver hinter und Steuerrad vor ihm zu einem ohnmächtigen Maschinerie-Teilchen zu werden, wehrt sich in Die Stoppuhr der Mensch dagegen, zwischen Stoppuhr hinter und vorgestrecktem eigenen Gewehrlauf vor sich zu einem ohnmächtigen Maschinerie-Teilchen zu werden, wobei es sich in Die Stoppuhr nicht um eine individuelle Auflehnung wie in Der Führerschein handelt, sondern um einen „Massenkampf“.

## Rundfunk-Fassung
Zu dem anekdotenhaft kurzem Text Die Stoppuhr verfasste Seghers noch eine längere gleichnamige Hör-Fassung, die in Aussage und Handlung weitgehend identisch, jedoch detaillierter in der Ausführung war und einen Umfang von 13 Seiten besaß. In dieser Rundfunk-Fassung erfolgte auch 1933 die Erstveröffentlichung in der Reihe Deutsche proletarische Erzähler des Charkower Staatsverlags der nationalen Minderheiten der USSR, wobei in dieser Fassung der Name des deutschen Militärberaters Hans von Seeckt noch nicht in der Erzählung auftaucht; Seeckts Name wird erstmals in der Stoppuhr-Textfassung für die Seghers-Erzählungssammlung Der Bienenstock (1953) erwähnt.

## Historischer Hintergrund
Gleich nach der Niederlage im zweiten Umzingelungsfeldzug (April bis Juni 1931) befahl Chiang Kai-shek seinen Truppen eine gründliche Vorbereitung des dritten Feldzugs: Chiang Kai-shek ging „in Begleitung seiner deutschen und japanischen Militärberater nach Nanchang, der Provinzhauptstadt von Jiangxi, um den dritten Feldzug vor Ort zu kommandieren. Im späten Juli 1931 wurde der dritte Feldzug mit 300 000 Soldaten gegen die Zentrale Sowjetzone in der Provinz Jiangxi begonnen. […] Die zeitlichen Bezüge der Erzählung ‘Die Stoppuhr‘ stimmen mit der historischen Wirklichkeit fast gänzlich überein“. Den Impuls dafür, in der Erzählung die letztlich abgebrochene dritte „Umzingelungskampagne“ mit einem Soldatenaufstand zu koppeln, hat Seghers „wahrscheinlich“ aus der Roten Fahne, in der auch über Soldatenaufstände bei den chinesischen Anti-Kommunisten berichtet wurde: „Einer der wichtigsten Soldatenaufstände unter den Regierungstruppen geschah im Dezember 1931 – gegen Ende des dritten Feldzugs in der südchinesischen Provinz Jiangxi, wobei die ganze 26. Armee mit 17 000 Soldaten und sämtlichen Waffen auf die Seite der Roten Armee überlief.“

## Textausgaben (Auswahl)
- Die Stoppuhr. In: Anna Seghers: Erzählungen 1926–1944. (=Gesammelte Werke in Einzelausgaben, Band 9.) 2. Auflage. Aufbau-Verlag, Berlin 1981. S. 184–185.
- Die Stoppuhr. In: Anna Seghers: Erzählungen 1924–1932. (=Werkausgabe, II. Erzählungen, Band 1.) Aufbau-Verlag, Berlin 2014. ISBN 978-3-351-03470-2. S. 193–204.

## Sekundärliteratur (Auswahl)
- K. V. Alward: Der Führerschein, Die Stoppuhr, and other works inspired by China. In: K. V. Alward: Anna Seghers and Socialist Realism. (Doktorarbeit.) McGill University, Montreal 1972. S. 109–111. (pdf).
- Weijia Li: „Die Stoppuhr“ und die deutschen Militärberater im chinesischen Bürgerkrieg. In: Weijia Li: Anna Seghers´ China-Begegnung in ihrem Leben und ihren Werken. (Doktorarbeit.) Ohio State University, Columbus OH 2009. S. 135–145. (pdf).